# 恩派爾鎮區 (密歇根州)
恩派爾鎮區（英語：Empire Township）是位於美國密歇根州利勒諾縣的一個行政鎮區。

## 地方資料
恩派爾鎮區的面積為110.90平方千米，當中陸地面積為91.30平方千米，而水域面積為19.60平方千米。根據2020年美國人口普查的數據，當地共有人口1126人，而人口密度為每平方千米10.15人。